# 138445 Westenburger
138445 Westenburger este un asteroid din centura principală de asteroizi.

## Descriere
138445 Westenburger este un asteroid din centura principală de asteroizi. A fost descoperit pe 2 mai 2000 la Drebach de Jens Kandler. Asteroidul prezintă o orbită caracterizată de o semiaxă mare de 2,36 ua, o excentricitate de 0,14 și o înclinație de 4,7° în raport cu ecliptica.